# Sauce ravigote
« Ravigote » redirige ici. Pour l’article homophone, voir Ravigotte.
La sauce ravigote est dans son sens actuel une vinaigrette froide additionnée de câpres, persil, cerfeuil, estragon, échalote ou oignons hachés. Cette sauce est typique de la cuisine française.

## Origines du nom
Le nom est une altération du verbe « revigoter », synonyme de « ravigoter » (1712), le dictionnaire Brachet (1868) écrit : « Ravigoter, corruption de l'ancien verbe français ravigorer (remettre en vigueur ; dérivé du latin vigorem, vigueur) ». Les synonymes suivants sont donnés par Jean-Baptiste-Bonaventure de Roquefort : « ravigourer, ravigorer, ravigoter ».
Dans les idiomes méridionaux, ravigouta signifie renforcer l'appétit. « À comparer avec l'italien rinvigorire ; dérivé Ravigote proprement mets ravigotant. »
Jusqu'à 1770, on écrit indifféremment ravigotte et ravigote, c'est après 1830 que l'orthographe ravigote devient majoritaire. 
Le terme ravigote est utilisé en allemand, en espagnol avec l'orthographe actuelle. En anglais, qui conserve souvent la vieille orthographe, on trouve les variantes white ravigotte sauce (variante de la ravigote blanche), vinaigre de piment, vinaigre à l'estragon, sauce Harvey, béchamel, persil haché et green ravigotte sauce, fines herbes classiques, sauce allemande, vinaigre d'estragon, vinaigre de piment et de sauce Harvey qu'on utilise pour les filets de poisson (1860) : fillets of soles à la ravigotte (1827). Dans les versions actuelles de la ravigotte sauce (2007) apparait la Dijon mustard.

## Histoire
La ravigote fait partie de ces sauces piquantes ou relevées de la cuisine du XVIIe siècle avec la rémoulade, la poivrade, la sauce piquante (à l'italienne). Vincent La Chapelle (1733) donne cinq versions de « sauce in Ravigotte » dont deux avec anchois et une « à la bourgeoise » avec truffes. Chez Menon (1748), elles sont interchangeables tartare, gribiche, etc. 
C'est chez Menon qu'on trouve un usage fréquent (ragoûts, pieds de mouton à la ravigotte). En 1755, il donne les recettes suivantes. 
- Sauce ravigotte [chaude]. Prenez une gousse d'ail coupée en filets, cerfeuil, pimprenelle, estragon, cresson, civette, […] presser, mettre infuser une bonne heure dans un verre de consommé chaud sans faire bouillir, passer au tamis, mettre dans cette sauce un pain de beurre manié de farine, sel, poivre, lier sur le feu, servir avec un jus de citron, comme le dictionnaire de Henri-Simon-Pierre Gissey (1750)[14] (Menon donne en 1749 une sauce bacchique à la ravigote où le bouillon est remplacé par du vin blanc et du fond de veau[15]).

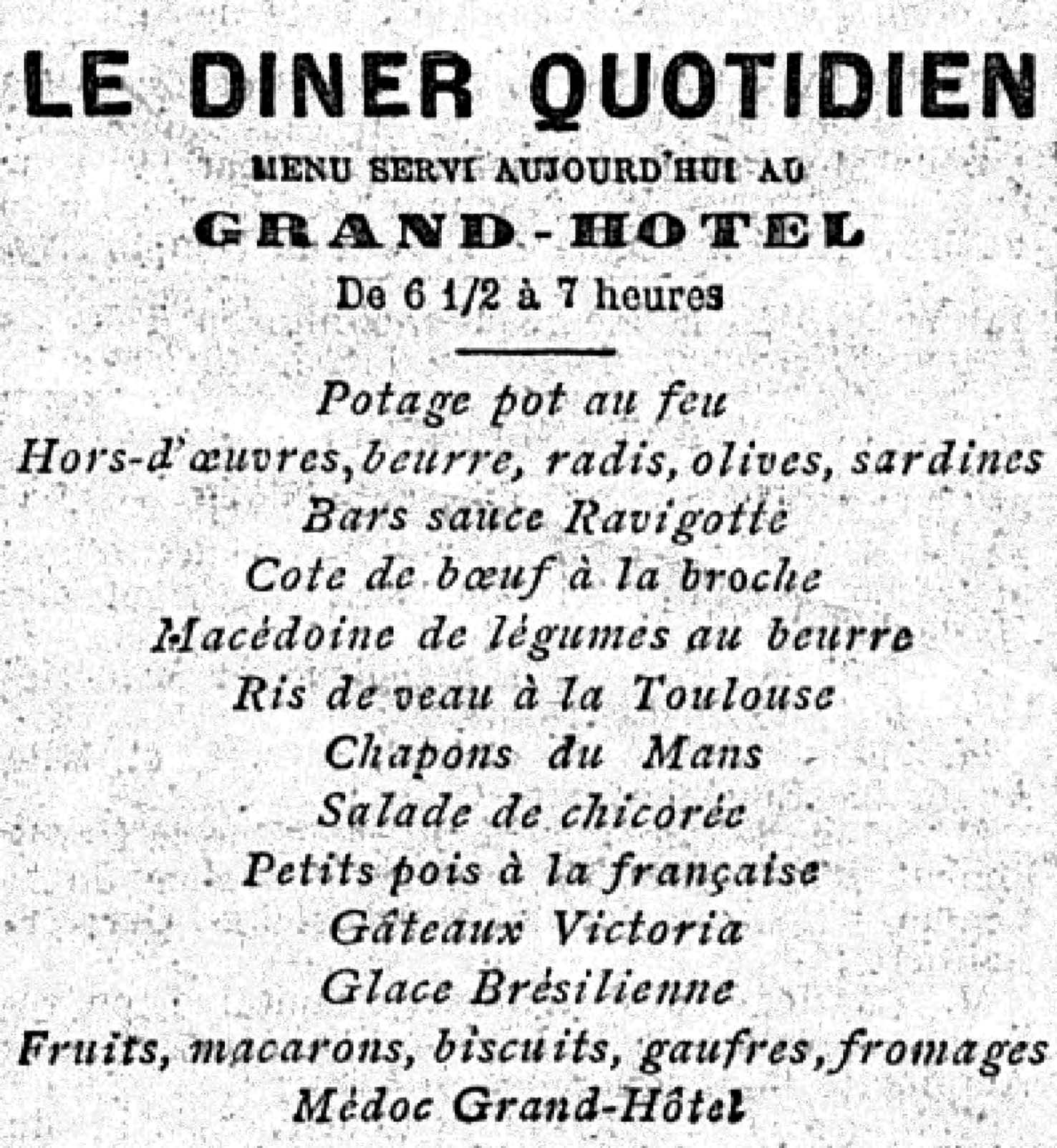
Menu du Grand Hôtel publié dans Le Figaro du 30 aout 1886 avec ravigotte, ancienne orthographe.

- Ravigotte froide. Prenez la moitié d'un pied de cèleri, des ciboules, deux échalottes, une gousse d'ail, un anchois, des câpres, estragon, cerfeuil, cresson, pimprenelle ; pilez, tamiser, y ajouterez de la moutarde, du vinaigre, de l'huile, sel, poivre, servir froid comme une rémoulade[17].

La différence avec la rémoulade est l'absence d'œuf. La version chaude est chez Menon citronnée et non vinaigrée. Ces deux recettes vont durablement coexister. Alexandre Dumas donne les deux ravigotes avec la froide sous le nom de ravigote à l'huile. Carême donne des ravigotes printanières (grasse et maigre à la glace de poisson) chaudes et la « magnonaise à la ravigote printanière » froide. Cette sauce doit être d'un vert printanier, dit-il.
Favre détaille l'appareil à ravigote (cerfeuil, estragon, pimprenelle, fenouil vert, ciboulette, épinard, ail, muscade, myrte, câpres, cornichons, capucines au vinaigre) qu'il utilise en quatre sauces : la ravigote à la mayonnaise (introduisant l'œuf), la ravigote chaude ou vert-pré, et les ravigotes à la vénitienne. Escoffier donne en 1912, dans son Guide culinaire, une ravigote à base de vin blanc, vinaigre et velouté chaud terminée d'échalote, de cerfeuil, estragon et ciboulette (« cette sauce accompagne les volailles bouillies ») et la sauce ravigote, ou vinaigrette qui est une vinaigrette sans moutarde avec câpres, persil, cerfeuil, estragon, ciboulette et oignon finement hachés.
De nos jours, Michel Maincent-Morel (La Cuisine de référence, 2015) donne : vinaigrette avec câpres hachées, oignons ciselés, fines herbes fraichement hachées.

### Pas de moutarde
En principe, les grands auteurs ne mettent pas de moutarde, qui entrainerait la ravigote du côté de la rémoulade, mais on trouve des dissidents, y compris dans le dictionnaire de Jean-Baptiste-Bonaventure de Roquefort.

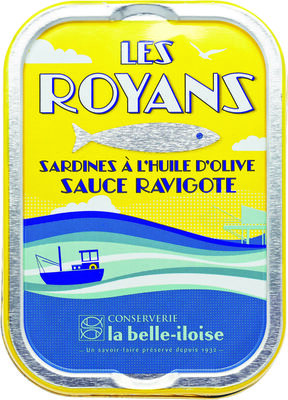
Sardines sauce ravigote.

## Utilisation
L'expression la plus fréquente dans la presse francophone numérisée par la BNF est veau ravigote : la tête de veau, les oreilles, les pieds de veau, la fraise chez Escoffier, la cervelle de veau chez Grimod de La Reynière, museau en gelée, du fromage de tête, du pâté. Ensuite, le saumon sauce ravigote. Chez Urbain Dubois abondent les recettes de poulet à la ravigote : chaud-froid de poulet, salade de volaille, filets de poulet à la ravigote. 
Son usage est comparable à celui de la rémoulade : poisson, crustacés, viandes, œufs, légumes (artichaut). Parmi les recettes originales : les moules à la ravigote. Parmi les plus étonnantes, Carême sert une garniture de morilles ou de mousserons à la sauce ravigote, les escalopes de ris de veau à la ravigote printanière (« quelques personnes ajoutent un peu de citron à la ravigote, c'est inutile », écrit-il). En Italie, la razza con salsa ravigotta : raie diabolique à la ravigote.

## Anthologie
- Charles Augustin Bassompierre (Sewrin), Les Deux Magots de la Chine, comédie en un acte, Paris, Barba. 1811[36]. Ravigotte est écrit avec l'ancienne orthographe.

« AIR : Amusez-vous, trémoussez-vous. 
Ah ! qu'une fille
Bien gentille 
Fait plaisir à voir, 
Et qu'elle a de pouvoir ! 
Son sourire 
Cause un délire 
Dont l'effet ravit 
Les sens, le cœur, l'esprit. 
Regard fripon, 
Ou pied mignon, 
Nous rajeunit, 
Nous réjouit,… 
[Ça vous ravigotte, 
Ravigotte, 
Ravigotte, 
Ça vous ravigotte, 
Ravigotte l'appétit].  bis »

- Le Courrier politique et galant, volume 4, Amsterdam, Du Villard, 1720. Extrait de la pièce La Ravigotte (« c'est une espèce de sauce verte appétissante ») donnée  le 17 aout 1720[37]. Le gout piquant est lié à l'acidité (vinaigre).

« La Ravigotte est-elle, après tout, si grand cas ?
Pour une sauce verte avec de l'échalote,
Et tels ingrediens fins, vifs et delicats
Dont l'acide benin piquote,
Faut-il faire tant de fracas ?
Al dispetto de quiconque en marmote,
En mainte bonne table on vante ses appas »